# Ull de Santa Llúcia

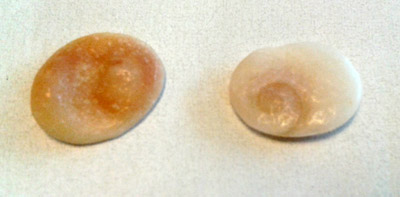
Anvers i revers de l'ull de Santa Llúcia

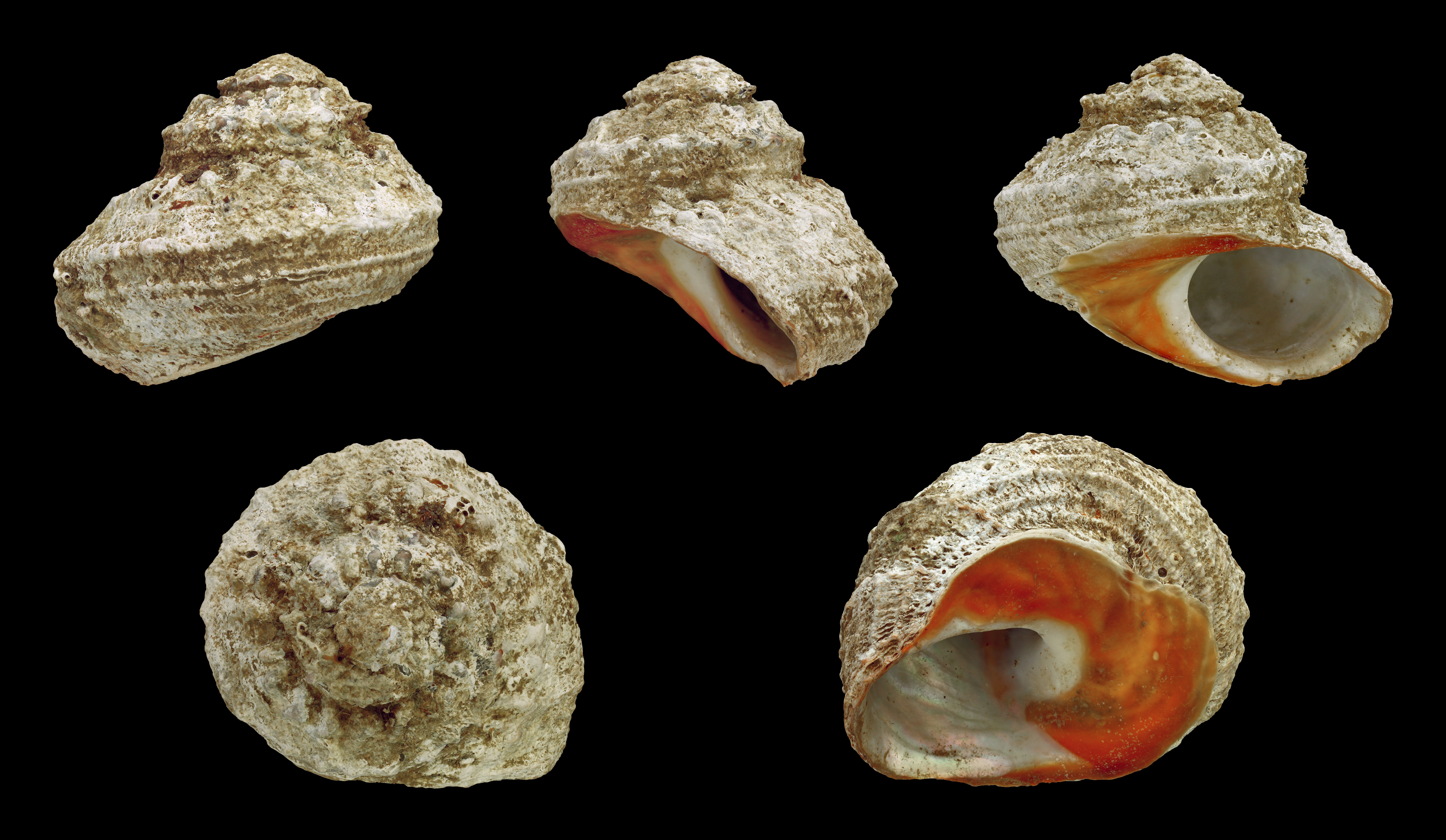
Bolma rugosa, el caragol

Un ull de Santa Llúcia (vegeu altres noms a sota) és l'opercle (literalment petita tapadora) d'una espècie de gasteròpode de mar anomenada baldufa rugosa (Bolma rugosa, sinònim: Astraea rugosa). Quan mor el caragol, la caragolina va per una banda i l'opercle per un altre.
Els ulls de Santa Llúcia tenen forma d'un disc pla el·líptic. Tenen dues cares: una amb una mica de relleu irregular, que recorda una guixa, de color marronós, marró tirant a carabassa o de "gos com fuig", i l'altra polida i llisa, generalment blanca o blanquinosa, on es veu el dibuix d'una espiral de caragol que a alguns els recorda un ull màgic. És per això que se'ls coneix popularment com a ulls de Santa Llúcia. Són un recurs per a joiers com a pedra preciosa orgànica barata en anells, braçalets, amulets, etc.
Aquests opercles són coneguts comunament en català com a ulls de Santa Llúcia. Tot i així, també se'n poden dir pedres de la virtut (a Menorca), pedres de Santa Llúcia, ulls de sirena (Mallorca, Alt Empordà), ulls de bruixa, ulls de Santa Teresa, pedretes del mal de cap (Dénia) i faves (aquest últim a L'Escala). En altres cultures: ulls de Xiva o ulls de gat.
Popularment, es creu que l'ull de Santa Llúcia és un fòssil, per desconeixença de l'existència del caragol. En la tradició popular catalana, es feien servir per a guarir les malalties dels ulls (que consistia sovint a treure's les brosses de l'ull), tant en animals com en humans, mentre es cantava una cançó / oració (de caràcter màgic). També s'ha considerat com a amulet contra el mal d'ull. En aquelles ermites o santuaris situats en indrets on hi ha aquest tipus de pedres a Catalunya, es fan els Aplecs dels Ulls o Aplecs de Santa Llúcia, com ara a Tonyà, Garrigàs (Alt Empordà). A Menorca les pedres de la virtut s'han de regalar i la persona qui la rep, si la porta a sobre tindrà bona sort.